# فاطمة بنت عبد الملك
فاطمة بنت عبد الملك بن مروان بن الحكم بن أبي العاص الأموية القرشية هي ابنة الخليفة عبد الملك بن مروان، تزوجها ابن عمها الخليفة عمر بن عبد العزيز وولدت له: يعقوب وإسحاق ثم مات عنها، فتزوجها ابن عمها الأمير سُليمان بن داؤد بن مروان بن الحكم الأموي وولدت له: عبد الملك وهشام قال ابن عساكر: «كانت فاطمة بنت عبد الملك بن مروان امرأة عمر بن عبد العزيز فيمن حدث بالشام من النساء». قال ابن حزم الأندلسي: «فاطمة بنت عبد الملك بن مروان جدها خليفة، وأبوها خليفة، وإخوتها أربعة خلفاء، وبنو إخوتها ثلاثة خلفاء، وزوجها وهو ابن عمها عمر بن عبد العزيز خليفة، ولم يخلف عبد الملك ابنةً غيرها وخلف أربعة عشر ذكراً».

## نسبها
- هي: فاطمة بنت عبد الملك بن مروان بن الحكم بن أبي العاص بن أمية بن عبد شمس بن عبد مناف بن قصي بن كلاب بن مرة الأموية القرشية الكنانية.[3]
- أمها هي: أُم المُغَيرة بنت المُغَيرة بن خالد بن العاص بن هشام بن المُغَيرة بن عبد الله بن عُمَر بن مخزوم بن يقظة بن مرة المخزومية القرشية الكنانية.[4]

## من حياتها
أنجبت لعمر بن عبد العزيز إسحاق ويعقوب وموسى. ثم لما توفاه الله خلف عليها سليمان الأعور بن داود بن مروان وأنجبت له هشام وعبد الملك.
ذكر جلال الدين السيوطي في كتابه تاريخ الخلفاء: قال فرات بن السائب: قال عمر بن عبد العزيز لما ولي الخلافة لامرأته فاطمة (وكان عندها جوهر أمر لها به أبوها لم ير مثله): اختاري إما أن تردي حليك إلى بيت المال، وإما أن تأذني لي في فراقك، فإني أكره أن أكون أنا وأنت وهو في بيت واحد، قالت: لا بل أختارك عليه وعلى أضعافه، فأمر به فحمل حتى وضع في بيت مال المسلمين، فلما مات عمر واستخلف يزيد قال لفاطمة: إن شئت رددته إليك، قالت لا والله، لا أطيب به نفسا في حياته وأرجع فيه بعد موته.
وفيها قال وضاح اليمن:
فأبوها: عبد الملك وجدها: مروان بن الحكم. أما إخوتها الذين تولوا الخلافة: الوليد، سليمان، يزيد وهشام. زوجها: عمر بن عبد العزيز. قيل ولم يجتمع لامرأة غيرها هذا النسب.

## أقاربها من الخلفاء
| الترتيب | الخليفة             | صلة القرابة  |
| ------- | ------------------- | ------------ |
| 4       | مروان بن الحكم      | جدها         |
| 5       | عبد الملك بن مروان  | والدها       |
| 6       | الوليد بن عبد الملك | أخواها       |
| 7       | سليمان بن عبد الملك | أخواها       |
| 8       | عمر بن عبد العزيز   | زوجها        |
| 9       | يزيد بن عبد الملك   | أخواها       |
| 10      | هشام بن عبد الملك   | أخواها       |
| 11      | الوليد بن يزيد      | أبناء إخوتها |
| 12      | يزيد بن الوليد      | أبناء إخوتها |
| 13      | إبراهيم بن الوليد   | أبناء إخوتها |

## وفاتها
توفيت أثناء خلافة أخيها هشام بن عبد الملك.

## طالع كذلك
- عمر بن عبد العزيز
- عبد الملك بن مروان
- أمويون